# Мишель, Эдуард
Эдуард Мишель (фр. Édouard Michel du Faing d'Aigremont, 14 мая 1855, Шарлеруа, Бельгия — 15 июня 1931, Фей-Фаменн, Бельгия) — бельгийский военный деятель, генерал-лейтенант. Во время Первой мировой войны командовал бельгийским гарнизоном крепости Намюр.

## Биография
Мишель родился в Шарлеруа 14 мая 1855 года в семье Максимилиана Мишеля, торговца и горного инженера.
12 февраля 1884 года женился в Мехелене на Дезире Эрнестине Луизе Дейссер. В браке родились дочь и сын, которые умерли от малярии в Элизабетвилле незадолго до Первой мировой войны.
Получил среднее образование. 4 ноября 1871 года был принят в Военную школу артиллерийского отделения, а в 1873 году получил звание второго лейтенанта. В 1881 году получил звание адъютанта штаба Военной школы. В 1884 году он был лейтенантом 2-го артиллерийского полка в гарнизоне Мехелена.
Он специализировался на деликатных исследованиях артиллерийских орудий крупного калибра и блестяще занял пост генерального директора артиллерии в 1910 году при военном министерстве генерала Александра Кузбандта д'Алкемада. В 1912 году он принял командование 3-м артиллерийским полком. 26 марта 1913 года он был назначен генерал-майором. В декабре 1913 года он получил командование 4-й армейской дивизией и был назначен военным губернатором укрепленной позиции в Намюре. 26 июня 1914 года он был повышен до генерал-лейтенанта.

## Первая мировая война
Во время осады Намюра немецкими войсками генерала Макса фон Гальвица 20-23 августа 1914 года он распределил имеющиеся резервы (включая французский полк 5-й армии) по секторам и организовывал контратаки. Немцы, благодаря численному превосходству и мощной артиллерии, преодолели сопротивление фортов Намюра и вошли в город. Мишель вовремя отдал приказ об отступлении и, таким образом, избежал окружения своей дивизии и гарнизона Намюра. Через Биуль и Сосойе, в междуречье Самбры и Маас, большая часть 4-й дивизии и крепостных войск сумела избежать окружения немцев и прибыла во Францию. Они добираются до Антверпена по морю через Гавр и Остенде. 4-й дивизии было приказано защищать Термонд для защиты отступающих бельгийских частей.
После этого генерал-лейтенант Мишель принял участие в Битве на Изере и занял участок фронта с 4-й армейской дивизией до ее отступления 26 октября 1914 года за насыпью железнодорожной линии от Ньюпора до Диксмюде. 19 сентября 1915 года был ранен.
В ходе Пятой битвы при Ипре 4-я дивизия атаковала Диксмюд в сентябре 1918 года. В результате этого сражения 18 октября 1918 года немцы отступили.
После отступления, 8 ноября 1918 года бельгийцы вместе с союзниками пересекли Шельду и достигли города Гент.
С декабря 1918 по 31 мая 1920 гг он командовал бельгийскими войсками, оккупировавшими Рейнскую область в бельгийской зоне оккупации. Основал свою штаб-квартиру в Ахене, а затем в Менхенгладбахе.
В 1921 году он получил титул барона. В его честь были названы казармы 17-го линейного полка в Мехелене, а также множество улиц в разных городах по всей стране. Почетный гражданин Намюра.
Умер 15 июня 1931 года в своем загородном доме в Фей-Фаменне. 20 июня 1931 года в Брюсселе прошли государственные похороны. Был похоронен на кладбище Иксель.